# Opération Doppelkopf
Seconde Guerre mondiale
Batailles
Front de l’Est

Prémices :
- Campagne de Pologne
- Guerre d’Hiver

Guerre germano-soviétique :
- 1941 : L'invasion de l'URSS

- Opération Barbarossa

Front nord : 
- Guerre de Continuation
- Opération Silberfuchs
- Siège de Léningrad

Front central : 
- 2e bataille de Brest-Litovsk
- Bataille de Białystok–Minsk
- 1re bataille de Smolensk
- Bataille de Kiev

Front sud : 
- Siège d'Odessa
- Campagne de Crimée

- 1941-1942 : La contre-offensive soviétique

Front nord : 
- Poche de Demiansk
- Poche de Kholm

Front central : 
- Bataille de Moscou

Front sud : 
- Seconde bataille de Kharkov

- 1942-1943 : De Fall Blau à 3e Kharkov

Front nord : 
- Offensive de Siniavino
- Opération Iskra
- Bataille de Krasny Bor
- Opération Poliarnaïa Zvezda

Front central : 
- Opération Mars

Front sud : 
- Bataille du Caucase (opération Fall Blau)
- Bataille de Stalingrad
- Opération Uranus
- Opération Saturne
- Offensive d'Ostrogojsk-Rossoch
- Offensive de Voronej-Kastornoe
- Opération Gallop
- Opération Étoile
- Troisième bataille de Kharkov

- 1943-1944 : Libération de l'Ukraine et de la Biélorussie

Front central : 
- 2e bataille de Smolensk
- Opération Bagration

Front sud : 
- Bataille de Koursk
- Bataille du Dniepr
- Offensive Dniepr-Carpates
- Offensive de Crimée
- Offensive de Lvov-Sandomir

- 1944-1945 : Campagnes d'Europe centrale et d'Allemagne

Allemagne : 
- Offensive Vistule-Oder
- Offensive de Poméranie orientale
- Siège de Breslau
- Offensive de Prusse-Orientale
- Bataille de Königsberg
- Bataille de Seelow
- Bataille de Bautzen
- Bataille de Berlin
- Capitulation allemande

Front nord et Finlande : 
- Guerre de Laponie
- Offensive Leningrad-Novgorod
- Bataille de Narva

Europe orientale : 
- Opération Margarethe
- Insurrection de Varsovie
- Soulèvement national slovaque
- Opération Panzerfaust
- Bataille de Budapest
- Opération Frühlingserwachen
- Offensive de Vienne
- Insurrection de Prague
- Offensive de Prague
- Bataille de Slivice

Front d’Europe de l’Ouest

Campagnes d'Afrique, du Moyen-Orient et de Méditerranée

Bataille de l’Atlantique

Guerre du Pacifique

Guerre sino-japonaise

Théâtre américain
L'Opération Doppelkopf est une contre-offensive allemande victorieuse menée dans les pays baltes au mois d’août 1944. Préparée par Walther Model, cette opération est exécutée  à partir du 16 août sous la responsabilité de Georg-Hans Reinhardt, remplaçant de Model.

## Contexte

### Isolement du Groupe d'armées Nord
Pressentant l'enfermement de ces unités dans les Pays baltes, le chef de l'OKH, Kurt Zeitzler, demande dès le 30 juin 1944 l'autorisation d'évacuer la Courlande, ce que Hitler, influencé par Dönitz, refuse, souhaitant en faire une base pour la reconquête des territoires anciennement occupés par la Wehrmacht.
Le 28 juillet 1944, le pressentiment de Zeitzler se concrétise : les unités de Bagramian atteignent les rivages de la Baltique à Tukums, dans le golfe de Riga, isolant le groupe d'armées Nord du reste des troupes allemandes déployées à l'Est, .

### Projets de paix séparée
De plus, à la fin de l'été 1944, un certain nombre de responsables nazis, Ribbentrop ou Goebbels, approuvent l'idée d'un accord avec l'URSS, un second succès partiel donnant de meilleures bases de négociations, en dépit de l'opposition de Hitler,.
De plus, ce succès, hypothétique avant le lancement de l'offensive, mettrait un terme aux tentatives finlandaises de se retirer du conflit.

### La Baltique, lac allemand
Le maintien d'une continuité territoriale entre le Reich et la Courlande permet de maintenir contrôle allemand sur la Baltique, alors utilisée comme terrain d'essai pour de nouveaux sous-marins, destinés à changer le cours de la guerre.
De plus, les pays riverains sont abondamment pourvus en matières premières stratégiques pour l'effort de guerre du Reich.

## Préparation
Influencé par le rapport optimiste qu'il reçoit de Model du 3 août 1944, Hitler souhaite que les unités engagées sur le Front de l'Est montent des opérations offensives.

### Un objectif ambitieux
À la demande de Hitler, qui octroie des renforts au groupe d'armées Nord commandé par Ferdinand Schörner et souhaite balayer les unités soviétiques engagées dans les pays baltes, Walther Model planifie à contre cœur une offensive visant à rétablir le contact terrestre avec le groupe de Schörner.

### Des moyens limités
Pour monter cette opération, Heinz Guderian, responsable de l'OKH, engage les XXXIXe et XXXXe Corps d'armée blindée de la Wehrmacht, renforcés pour l'occasion des 5ème, 7ème et 14ème Panzerdivisionnen et de la division d'élite Grossdeutschland. Ces deux corps blindés comptent dans leurs effectifs une masse de manœuvre de 200 blindés, portés à 300 le 25 août, soutenus par 230 avions de combat de la Luftwaffe.
Ces moyens sont mis en ligne en vue d'une offensive, organisée en trois poussées, devant aboutir à l'encerclement du premier front de la Baltique, dans la région de Kaunas.

### Effectifs soviétiques
Face à cette concentration, Hovhannes Bagramian, commandant du premier front de la Baltique, organise une défense dans la profondeur de son dispositif. La deuxième armée de la garde, renforcée par les moyens antichars de la 93e brigade antichar, doit supporter le premier choc, tandis que le second niveau défensif est composé par deux divisions de fusilliers, appuyés par plusieurs brigades de chars soviétiques.
Enfin, la 5e armée et le premier corps de tanks doivent mener la contre-attaque, destinée à regagner le terrain perdu lors du choc allemand.

## Déroulement des opérations

### Premiers succès allemands
Lancée le 16 août sur un front de 180 kilomètres, les unités allemandes bousculent les unités soviétiques et enregistrent des progressions importantes. Ainsi, le premier jour, les troupes allemandes avancent dans une profondeur de 15 à 25 kilomètres selon les cas. 
Les unités soviétiques, surprises, reculent. Rapidement, l'offensive s'enlise devant la résistance soviétique et le manque de moyens en infanterie portée.

### Enlisement allemand
En effet, revenu de sa surprise, Bagramian ordonne la mise en défense du front, dispose des moyens antichars à même de stopper la masse blindée allemande, tandis que la Luftwaffe se voit balayée du ciel par la chasse soviétique et qu'une réserve blindée se positionne juste derrière les lignes, prête à contre-attaquer. 
Enlisée, l'attaque allemande est victorieuse à la faveur de la percée au Nord d'un groupe de combat, mené par Hyazinth Strachwitz le 20 août, soutenu par des unités lourdes de la Kriegsmarine positionnées dans le golfe de Riga.

## Issue

### Un succès sans lendemain
Les unités allemandes, soutenues par des unités lourdes de la Kriegsmarine, parviennent à atteindre l'objectif qui leur a été assigné. Cependant, l'offensive se révèle un échec stratégique, en dépit du succès tactique de Hyazinth Strachwitz. Un couloir terrestre de 40 kilomètres de large le long de la Baltique, entre le Nord et le Sud de la côte balte, est repassé sous contrôle allemand, mais la faible profondeur du couloir fragilise les résultats obtenus. 
Cette victoire ne constitue donc pas un succès durable : en effet, le 14 septembre 1944, une offensive soviétique menace les gains de cette opération ; un temps contenues, les unités soviétique parviennent à atteindre la mer Baltique à proximité de Memel, durant le mois d'octobre, enfermant définitivement les unités engagées en Lettonie,.

### Conséquences stratégiques
Enfin, ce succès persuade une nouvelle fois Hitler de la capacité d'une masse blindée à déstabiliser de vastes unités soviétiques.